# باروکاس
باروکاس (به پرتغالی: Barrocas) یک شهرداری در برزیل است که در باهیا واقع شده‌است. باروکاس ۱۸۸٬۱۰۵ کیلومتر مربع مساحت و ۱۶٬۱۰۵ نفر جمعیت دارد و ۳۸۵ متر بالاتر از سطح دریا واقع شده‌است.